# Behudin Merdović
Behudin Merdović (* 15. Oktober 1961 in Priboj) ist ein ehemaliger jugoslawischer Eisschnellläufer.

## Werdegang
Merdović, der für den KKK Bosna startete, wurde sechsmal jugoslawischer Meister im Sprint-Mehrkampf (1986–1991), fünfmal im Kleinen Vierkampf (1986–1990) und einmal über 5000 m (1984). Zudem errang er bei jugoslawischen Meisterschaften viermal den zweiten Platz und startete international erstmals in der Saison 1983/84. Dabei belegte er bei den Olympischen Winterspielen 1984 in Sarajevo den 43. Platz über 1000 m, den 41. Rang über 500 m und den 40. Platz über 1500 m.  In den folgenden Jahren kam er bei der Mehrkampfeuropameisterschaft 1986 in Oslo auf den 29. Platz, bei der Mehrkampfweltmeisterschaft 1986 in Inzell auf den 37. Rang, bei der Mehrkampfeuropameisterschaft 1987 in Trondheim auf den 31. Platz und bei der Mehrkampfweltmeisterschaft 1987 in Heerenveen auf den 34. Rang im Großen Vierkampf. In der Saison 1987/88 belegte er bei der Mehrkampfeuropameisterschaft 1988 in Den Haag den 31. Platz im Großen Vierkampf und bei den Olympischen Winterspielen 1988 in Calgary den 39. Platz über 1500 m sowie jeweils den 35. Rang über 500 m und 1000 m. In den folgenden Jahren bis zu seinen Karriereende nach der Saison 1990/91 lief er bei der Sprintweltmeisterschaft 1989 in Heerenveen auf den 31. Platz im Sprint-Mehrkampf und bei der Mehrkampfeuropameisterschaft 1990 in Heerenveen auf den 29. Rang im Großen Vierkampf. Zudem nahm er in der Saison 1990/91 an fünf Läufen im Eisschnelllauf-Weltcup teil und erreichte dabei in Matsumoto mit dem 33. Platz über 1000 m seine beste Platzierung in dieser Rennserie.

## Erfolge

### Olympische Spiele
- 1984 Sarajevo: 40. Platz 1500 m, 41. Platz 500 m, 43. Platz 1000 m
- 1988 Calgary: 35. Platz 500 m, 35. Platz 1000 m, 39. Platz 1500 m

### Mehrkampf-Weltmeisterschaften
- 1986 Inzell: 37. Platz Großer Vierkampf
- 1987 Heerenveen: 34. Platz Großer Vierkampf

### Sprint-Weltmeisterschaften
- 1989 Heerenveen: 31. Platz Sprint-Mehrkampf

### Mehrkampf-Europameisterschaften
- 1986 Oslo: 29. Platz Großer Vierkampf
- 1987 Trondheim: 31. Platz Großer Vierkampf
- 1988 Den Haag: 31. Platz Großer Vierkampf
- 1990 Heerenveen: 29. Platz Großer Vierkampf

## Persönliche Bestleistungen
| Disziplin | Zeit         | Datum             | Ort        |
| --------- | ------------ | ----------------- | ---------- |
| 500 m     | 41,08 s      | 25. Februar 1989  | Heerenveen |
| 1000 m    | 1:21,75 min  | 25. Februar 1989  | Heerenveen |
| 1500 m    | 2:06,11 min  | 13. Februar 1988  | Calgary    |
| 3000 m    | 4:38,44 min  | 29. Dezember 1987 | Inzell     |
| 5000 m    | 7:49,70 min  | 14. Februar 1987  | Heerenveen |
| 10.000 m  | 17:14,98 min | 3. März 1985      | Sarajevo   |